# Montaña sagrada

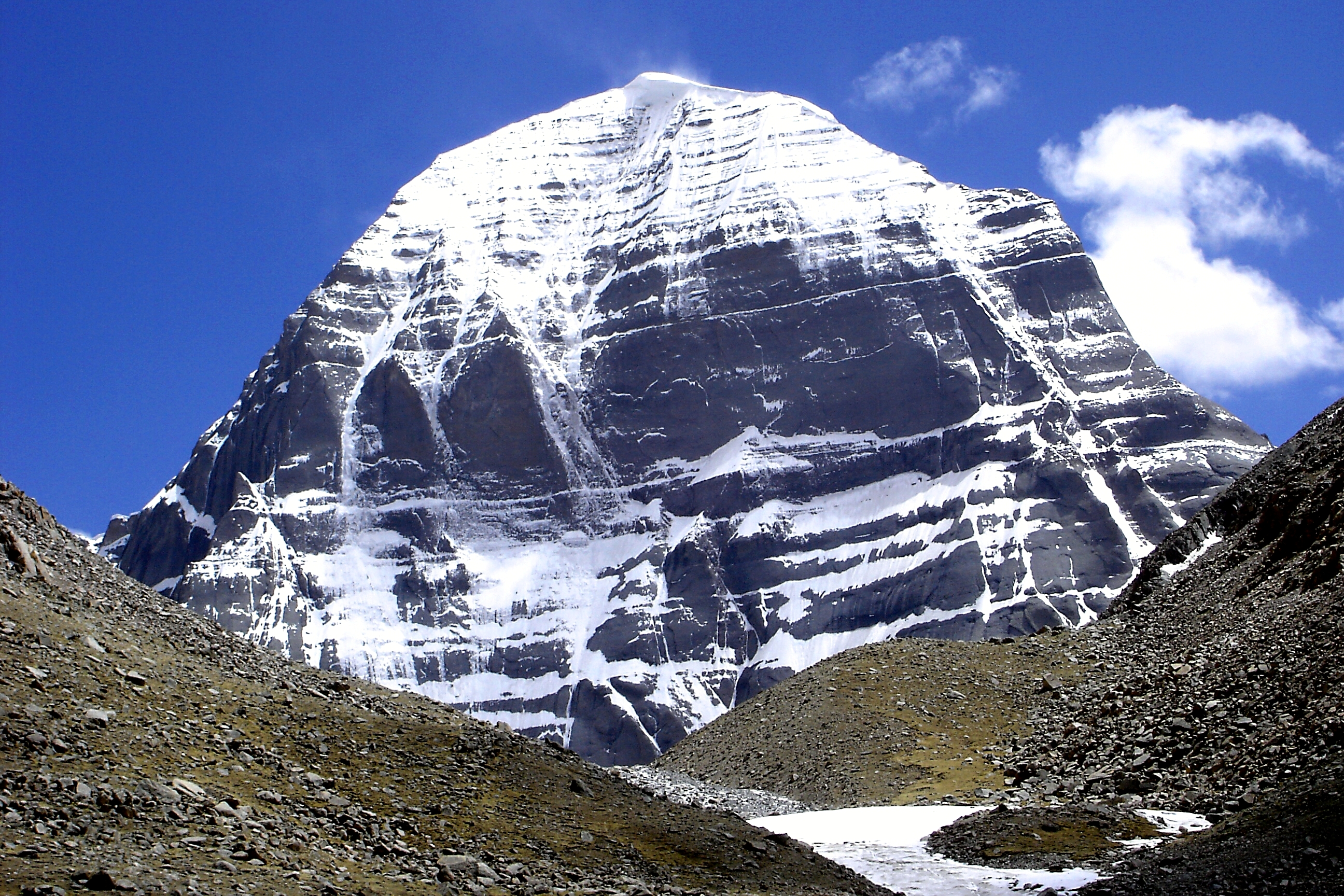
La cara norte del monte Kailash, una montaña en la Región Autónoma del Tíbet de China que es considerada sagrada por cuatro religiones.

Las montañas sagradas son fundamentales para ciertas religiones y suelen ser objeto de muchas leyendas. Para muchos, el aspecto más simbólico de una montaña es la cima porque se cree que está más cerca del cielo o de otros reinos religiosos. Muchas religiones tienen tradiciones centradas en montañas, que son o fueron consideradas sagradas (como el monte Olimpo en la mitología griega) o están relacionadas con eventos relevantes (como el monte Sinaí, en el judaísmo, el cristianismo y las religiones descendientes, o el monte Kailash, en el hinduismo). En algunos casos, la montaña sagrada es puramente mítica, como el Hara Berezaiti en el zoroastrismo. Se cree que el monte Kailash es la morada de las deidades Shiva y Parvati, y se considera sagrado en cuatro religiones: en el Hinduismo, en la religión chamánica tibetana Bön, en el Budismo y en el Jainismo. Los volcanes, como el monte Etna en Italia, también se consideraban sagrados, y se creía que el monte Etna había sido la morada de Vulcano, el dios romano del fuego y de la fragua.

## Temas de sacralidad
Edwin Bernbaum, un destacado estudioso de las montañas sagradas de todo el mundo, sugiere que, aunque no existe un tema único y universal que subyace a todas las montañas sagradas del mundo, es posible identificar ciertos patrones que ayudan a aclarar las funciones principales que desempeñan los picos sagrados en diferentes culturas. Bernbaum identifica los siguientes diez motivos que aparecen en las montañas sagradas que están particularmente extendidas en las culturas de todo el mundo, que se resumen a continuación. Una montaña sagrada, en particular, puede tener uno o más de esos motivoss representados en ella; y algunas pueden tenerlos casi todos.
1. Altitud: cuando se mira una montaña, lo primero que impresiona no suele ser su ubicación central, sino su altitud, que evoca una respuesta inmediata de maravilla y asombro. Suspendida sobre el paisaje circundante, ubicada en un reino fluido de nubes a la deriva y de cielo que fluye, su cima parece flotar en otro mundo, más alto y más perfecto que aquel en el que habitan los hombres.[2]
2. Centro: la vista de la montaña como el centro aparece en su forma más completa como un eje central que une los tres niveles del cosmos: el cielo, la tierra y el infierno o inframundo. Como vínculo entre el cielo, la tierra y el infierno, actúa como un conducto de poder, el lugar donde las energías sagradas, tanto divinas como demoníacas, se vierten en el mundo de la existencia humana.[3]
3. Poder: muchas montañas sagradas son reverenciadas como lugares de asombroso poder que se manifiestan de diversas maneras: natural, sobrenatural e incluso político.[4]
4. Deidad o morada de la deidad: como lugares de poder y cielos en lo alto, las montañas sirven como moradas de dioses y diosas, a menudo situadas en el centro del cosmos, del mundo o de la región.[4]
5. Templo o lugar de culto: las montañas a menudo aparecen en forma de templos que albergan a las deidades que residen en ellas o dentro de ellas. Como centros y lugares altos abiertos al cielo, las montañas proporcionan altares para hacer ofrendas a dioses y espíritus. Además, las montañas pueden adoptar la forma de lugares de culto, vistos o imaginados como santuarios, iglesias y catedrales.[5]
6. Paraíso o jardín: las sociedades modernas comparten con las culturas tradicionales la visión generalizada de las montañas como jardines sagrados y paraísos terrenales.[6]
7. Los antepasados y los muertos: ya sean venerados como los cielos o temidos como los infiernos, las montañas tienen un papel generalizado e importante como lugares sagrados de los muertos. En muchos casos, la semejanza de las montañas con las tumbas, que a menudo imitan la forma de las colinas, las convierte en lugares naturales de enterramiento. Al ver las montañas como moradas de los muertos, se consideran como los lugares de donde vinieron sus antepasados, o como esos mismos antepasados.[7]
8. Identidad: como ancestros divinos, las montañas proporcionan a muchas sociedades su identidad y cohesión.[6]
9. Fuente: las personas de todo el mundo miran hacia las montañas como fuentes de innumerables bendiciones, a veces atribuidas a los espíritus ancestrales que habitan en ellas. Para muchas culturas, la más importante de estas bendiciones es el agua. Otras bendiciones que fluyen de las montañas sagradas son la fertilidad, la salud y el bienestar, así como tesoros de varios tipos.[8]
10. Revelación, transformación, inspiración y renovación: como lugares de poder, cerca del cielo, las montañas sirven como escénicos sitios de revelación, transformación, inspiración y renovación. La revelación o visión en una montaña muchas veces transforma a la persona que la recibe. Ermitaños de tradiciones de todo el mundo buscaron montañas como lugares para transformarse a través de prácticas de austeridad física y contemplación espiritual. Poetas y místicos han visualizado el ascenso de la montaña sagrada como un símbolo de la última peregrinación, que conduce a las alturas del cielo y a la meta final de la realización espiritual. Para los laicos que no aspiran a las alturas supremas de la trascendencia espiritual o a la iluminación, las montañas sirven como lugares donde pueden encontrar inspiración y renovación.[9]

## Finalidad y uso

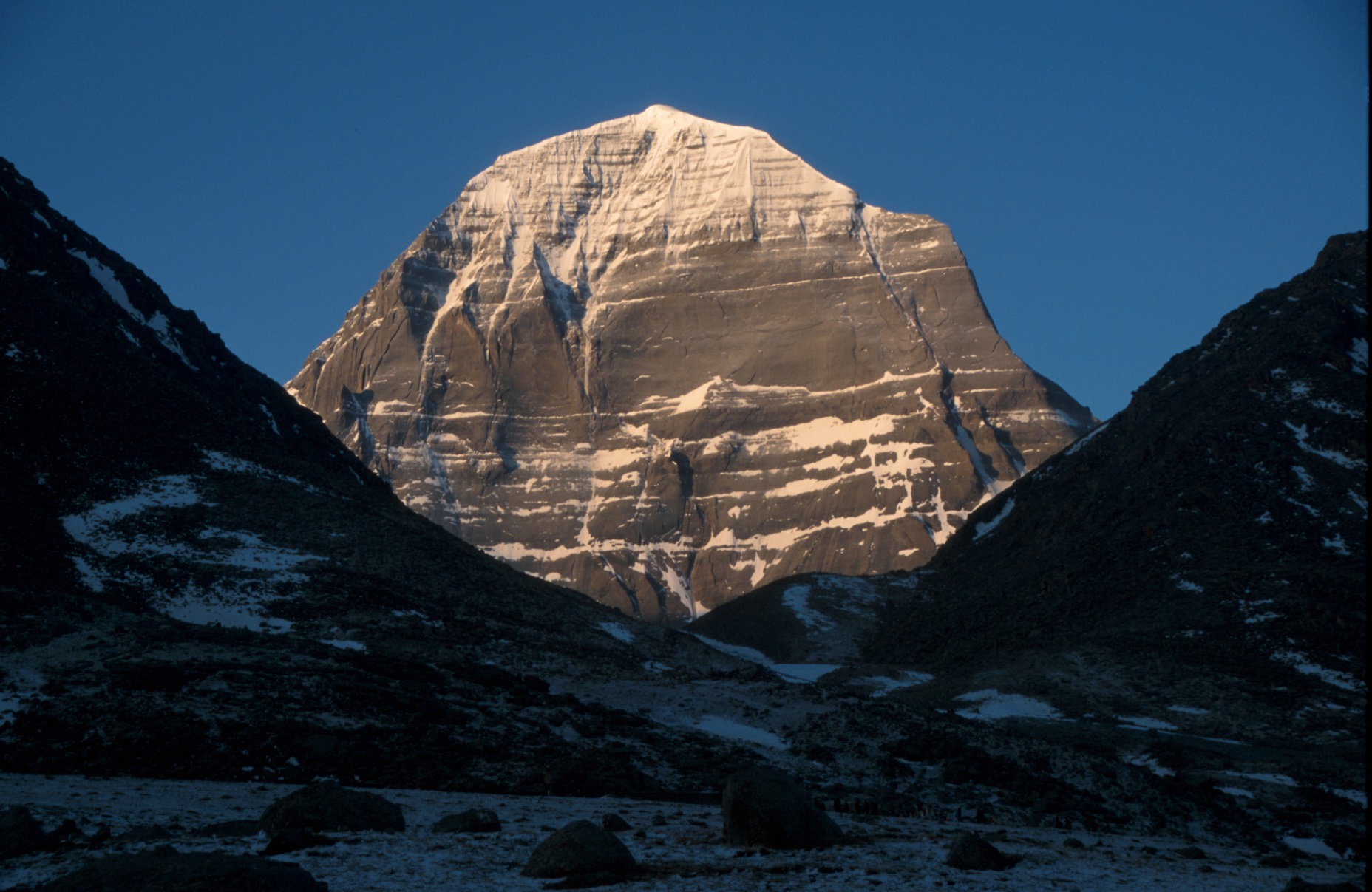
Kailash Tibet.

### identidad comunitaria
La historia muestra que las montañas fueron generalmente parte de un complejo sistema de culto a la montaña y a los antepasados. Habiendo inmortalizado a los hermanos caídos en el edificio, la gente compartía una lealtad común con todas las demás personas de una comunidad. Los significados que se grababan en el terreno de la montaña y el montículo conectaban a los aldeanos. Todos estaban sujetos a la misma historia del paisaje y del pueblo, que quedaban unidos por su significado cultural. La historia de los antepasados se puede contar simplemente señalando montañas específicas y recordando las historias que se habían transmitido de generación en generación. El culto a los antepasados y a las montañas eran en gran parte inseparables. Se formó así una red interconectada entre historia, paisaje y cultura. Un ejemplo de esto es la creencia hindú de que el monte Kailash es el lugar de descanso final para las almas de los muertos, así como el gran cementerio situado en el monte Kōya-san.
Las montañas sagradas también pueden proporcionar una parte importante de la identidad de una cultura. Por ejemplo, Bruno Messerli y Jack Ives escriben: «El pueblo armenio considera que el monte Ararat, un volcán en el este de Turquía que se cree era el sitio del Arca de Noé en la Biblia, es un símbolo de su identidad natural y cultural »  Como resultado del papel de la montaña como parte de una identidad cultural, incluso las personas que no viven cerca de la montaña sienten que los eventos que ocurren en la montaña son relevantes para sus propias vidas personales. Esto da como resultado que las comunidades prohíban ciertas actividades cerca de la montaña, especialmente si esas actividades se consideran potencialmente destructivas para la propia montaña sagrada.

### Peregrinaciones
Hasta la fecha, nunca se ha escalado el monte Kailash, en gran parte debido al hecho de que la idea de escalar esa montaña se considera un gran sacrilegio. En cambio, los adoradores se embarcan en realizar una peregrinación conocida como kora. La kora consiste en recorrer un camino de 32 millas que rodea la montaña, que suele hacerse en cinco días con poca comida y agua. Muchos íconos, banderas de oración y otros símbolos de las cuatro religiones que creen que Kailash es sagrado marcan el camino. Para budistas e hindúes, la peregrinación se considera un momento importante en la vida espiritual de una persona. Se cree que realizar un circuito borra toda una vida de pecado, mientras que hacer 108 circuitos asegura la iluminación.
Las montañas sagradas a menudo se ven como un sitio de revelación e inspiración. El monte Sinaí es un ejemplo, ya que sería el sitio donde se le reveló el pacto a Moisés. El monte Tabor es donde se supone que Jesús fue revelado como el Hijo de Dios. Se dice que el profeta Mahoma recibió su primera revelación en el monte Noor. El papel de las montañas como lugares de revelación y transformación a menudo sirve para atraer tanto a los turistas como a los peregrinos religiosos. Sin embargo, en algunos casos, se pasan por alto los ingresos financieros y las montañas sagradas se conservan primero debido a su papel en la comunidad.
Los miembros de la Sociedad Aetherius realizan peregrinaciones a diecinueve montañas de todo el mundo que describen como «montañas sagradas»
El monte Tomorr, una montaña sagrada para los albaneses, es uno de los lugares sagrados más frecuentados de Albania. Durante la segunda quincena de agosto tienen lugar notables peregrinaciones anuales a esta montaña.

## Por país y región

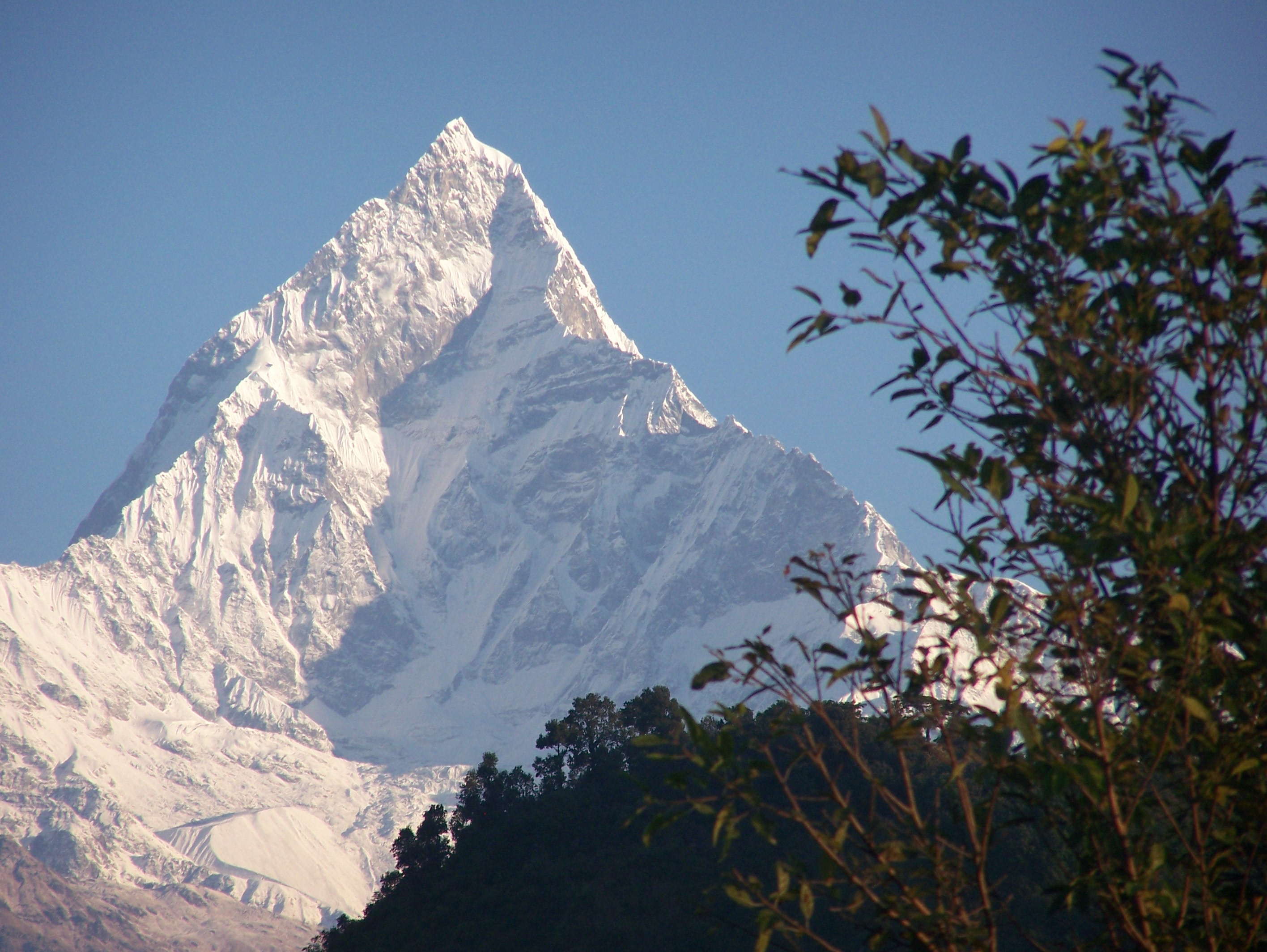
Machapuchare, una montaña sagrada de Nepal, vista desde las estribaciones

Son muchas las culturas del mundo que mantienen la importancia del culto y la santidad de las montañas. Un ejemplo son los pueblos taranaki de Nueva Zelanda. La tribu taranaki considera que el monte Taranaki es sagrado. La tribu fue sostenida históricamente por las vías fluviales que nacen en esta montaña. Como en otros casos de la mitología maorí, la montaña está antropomorfizada en varias historias. Para la gente de la tribu, el monte Taranaki tiene un profundo significado espiritual y es visto como una fuerza vital, como el lugar donde se da la vida y al que se devuelve a las personas después de su muerte.

### América

#### Navajos
Los navajos poseen un fuerte sistema de creencias con respecto al mundo natural-sobrenatural y creen que los objetos pueden tener cualidades sobrenaturales. Por ejemplo, los navajos consideran que las montañas son sagradas. Hay cuatro picos, que se cree que tienen aspectos sobrenaturales. Cada una de las montañas representa un límite de la tierra tribal navajo original. Las cadenas montañosas son el monte Taylor, la sierra de San Francisco, el pico Blanca y el pico Hesperus ubicados en las montañas de La Plata.
Cada montaña/pico es representativo de un color y de una dirección y se correlaciona con un fenómeno de luz cultural que trata con el esquema cósmico del sol naciente y poniente. Direccionalmente, las montañas se describen en el sentido de las agujas del reloj siguiendo el movimiento del Sol comenzando con la montaña oriental del pico Blanca, asociada con el color blanco y el «Hombre del Amanecer» en referencia a la salida del sol. El siguiente, en el sur, es el monte Taylor, que está asociado con el color azul y el «Hombre azul horizontal» que se refiere al día. En el oeste se encuentran los picos de San Francisco, que representan el color amarillo y a la «Mujer Amarilla Horizontal» y están asociados con la puesta del sol. Y finalmente en el norte se encuentra el pico Héspero de la sierra de La Plata al que se le da el color negro y pertenece al fenómeno lumínico de la «Mujer de las Tinieblas» que representa la noche.

#### Incas
Los antiguos incas mostraban una conexión con la muerte y sus montañas. Es bien sabido por los eruditos que los incas sentían una profunda reserva de espiritualidad a lo largo de la cordillera. Al situar sus aldeas en las montañas, sintieron que esos lugares actuaban como portales para los dioses. Anualmente se realizaban sacrificios rituales de niños llamados capac chochas, donde se sacrificaba a los dioses el regalo más preciado que se podía dar (una vida humana inocente, sin mancha y perfecta). Se tomaría un tremendo esfuerzo ya que las víctimas del sacrificio serían exhibidas vivas por las ciudades, con múltiples festivales y fiestas. El destino final serían las cimas de algunas de las montañas más altas cerca de sus aldeas, dejando que esos sacrificios se congelasen en la nieve. Estos tendrían lugar durante épocas de grandes angustias, tiempos de hambruna, períodos violentos de guerra o incluso durante tiempos de cambio político. La conexión con la montaña como espacio sagrado era primordial. No había otro lugar que fuera suficiente o suficientemente aceptable para que los dioses aceptaran esos regalos. No es una sorpresa ni una coincidencia que sus muertos honrados fueran colocados en los picos más altos de las montañas para expresar la conexión compartida entre la montaña sagrada, los dioses y los muertos.

### China
En China existen muchos conjuntos diferentes de montañas sagradas, cada uno asociado con una tradición religiosa diferente: el taoísmo y el budismo chino. Todas las montañas sagradas han sido destinos importantes para la peregrinación de laicos, monjes y emperadores durante siglos, siendo la expresión china para peregrinaje (en chino, 朝圣; 朝聖; pinyin, cháoshèng') una versión abreviada de una expresión que significa «rendir respeto a una montaña sagrada» (en chino, 朝拜圣山; 朝拜聖山; pinyin, cháobài shèng shān).

#### Budismo
El budismo chino reconoce cuatro montañas sagradas, cada una de las cuales está asociada con un bodhisattva específico. Se trata del monte Putuo, el monte Wutai, el monte Jiuhua y el monte Emei.
El monte Putuo está asociado con el bodhisattva Guanyin y los budistas chinos lo identifican como el monte Potalaka mencionado en las escrituras budistas como el bodhimaṇḍa del bodhisattva (siendo la palabra «Putuo» una contracción de «Pǔtuóluòjiā», la pronunciación en mandarín de «Potalaka»). Desde la dinastía Tang (618-907), la montaña ha sido el centro de veneración de Guanyin en China. Alberga más de 30 templos, los más destacados de los cuales son el templo Fayu, el templo Puji y el templo Huiji.
El monte Wutai está asociado con el bodhisattva Manjusri, que se cree que aparece con frecuencia en la montaña, tomando la forma de peregrinos ordinarios, monjes o, con mayor frecuencia, inusuales nubes de cinco colores. En él se hallan más de 360 templos que datan de la dinastía Tang (618-907), como el templo Puhua y el templo Longhua. También alberga algunos de los edificios de madera más antiguos de China que han sobrevivido desde la era de la dinastía Tang (618-907), incluida la sala principal del Templo Nanchan y la sala Este del Templo Foguang, construidas en 782 y 857. respectivamente.
El monte Jiuhua está asociado con el bodhisattva Ksitigarbha. Fue identificado como el bodhimaṇḍa del bodhisattva después de que Kim Qiaoque, un príncipe del Reino de Silla en la península de Corea, llegara allí en 719 y se cultivara durante 75 años. Después de morir, su cuerpo corpóreo quedó intacto. Debido a que su apariencia era muy similar a la iconografía de Ksitigarbha, los monjes creían que era la reencarnación del bodhisattva, y por ello la montaña se asoció con Ksitigarbha. Durante las dinastías Ming y Qing, había más de 360 templos ubicados en la montaña. En la época contemporánea, el templo alberga más de 93 templos, con más de 10.000 estatuas de Buda.
Finalmente, el monte Emei está asociado con el bodhisattva Samantabhadra y es la ubicación del primer templo budista construido en China en el siglo I d. C. Alberga más de 76 monasterios budistas, la mayoría de los cuales fueron construidos durante la dinastía Ming (1368-1644).

#### Taoísmo
El taoísmo reconoce numerosas montañas como sagradas. De estas, un grupo de cinco montañas, localizadas de acuerdo con las cinco direcciones cardinales de la geomancia china (que incluye el centro como una dirección), se han considerado como las más importantes. Ese grupo de cinco montañas apareció durante el período de los Reinos Combatientes (475 a. C. - 221 a. C.), y el término Wuyue ('Cinco Cumbres') se hizo popular durante el reinado del emperador Wudi de la dinastía Han Occidental (140-87 a. C.). En la religión tradicional china tienen un significado cosmológico y teológico como representación, en el plano físico, de la tierra, del mundo ordenado que emana del Dios del Cielo (Tian–Shangdi), inscribiendo el territorio chino como un tán (壇; 'altar'), el concepto chino equivalente al mandala indio. Desde los primeros períodos de la historia china, han sido lugares rituales de adoración y de sacrificio imperial por parte de varios emperadores. El monte Tai, considerado como el más importante de las cinco montañas, se cree que es la morada de la Gran Deidad del monte Tai (chino: 东岳大帝; pinyin: Dōngyuè Dàdì) y está asociado con el este, el amanecer, el nacimiento y renovación. El culto religioso del monte Tai tiene una tradición que se remonta a 3000 años, desde la dinastía Shang (c. 1600-1046 a. C.). En la época de la dinastía Zhou (c. 1046-256 a. C.), los sacrificios en el monte Tai se habían convertido en ceremonias altamente ritualizadas en las que un señor feudal local viajaba allí para hacer ofrendas de alimentos y deartículos rituales de jade. Más tarde, muchos emperadores de varias dinastías gobernantes continuarían celebrando ceremonias taoístas en la montaña, como el emperador Gaozong de Tang, a cuya ceremonia asistieron representantes de Japón, India, la corte persa en el exilio, Goguryeo, Baekje, Silla, los turcos, Khotan, los jemeres y el califato omeya. Este sitio alberga ahora más de 22 templos, 97 ruinas, 819 tablillas de piedra y 1018 inscripciones en rocas y acantilados.
Las otras cuatro montañas sagradas son: el monte Hua, en Shaanxi (asociado con el oeste); el monte Heng, en Hunan (asociado con el sur); el monte Heng, también en Shanxi (asociado con el norte); y el monte Song en Henan (asociado con el centro). Otro grupo famoso de montañas sagradas taoístas consiste en: el monte Longhu, el monte Qiyun, el monte Qingcheng y las montañas Wudang. Además, muchas otras montañas que no forman parte de ningún grupo en particular también han sido reconocidas como sagradas en el taoísmo, como las montañas Kunlun, que se cree que son la morada de Xiwangmu (en chino, 西王母; pinyin, Xīwángmǔ), una diosa quien está asociado con la muerte, la guerra, la pestilencia, el chamanismo, así como con la vida y la inmortalidad.

### Grecia

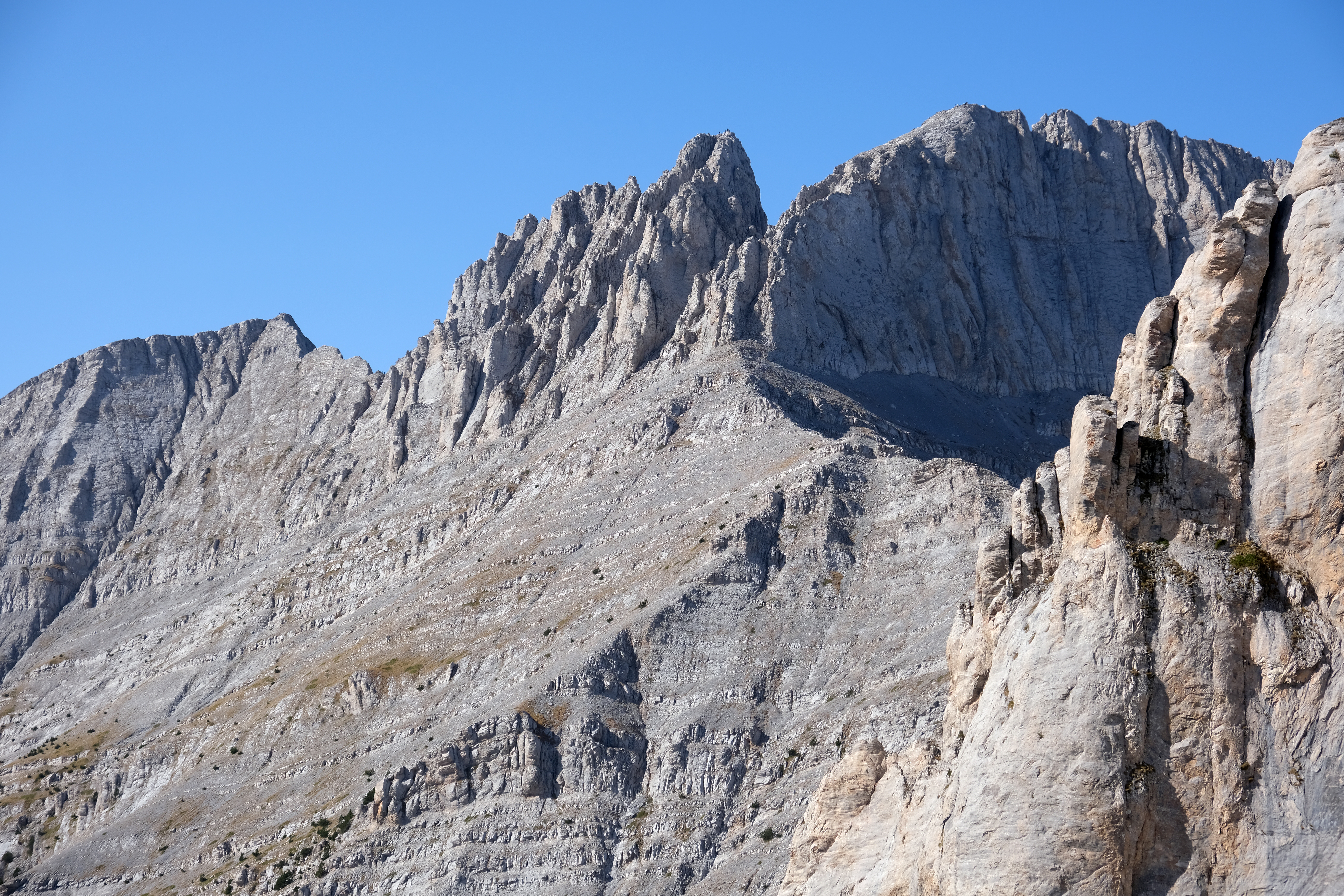
Monte Olimpo

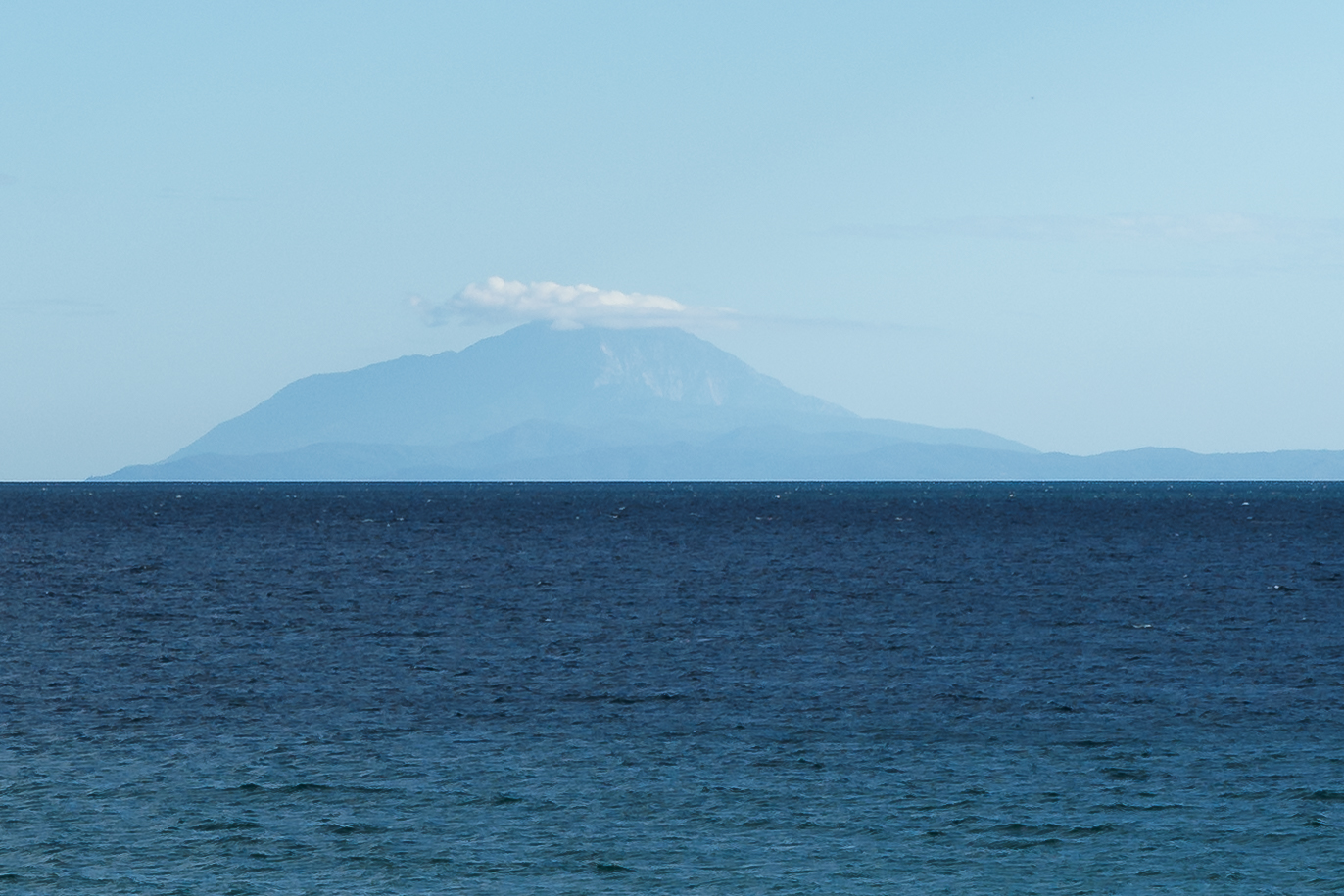
Monte Athos

El monte Olimpo es el pico más alto de Grecia. Alguna vez fue considerado como la «morada de los dioses griegos/los doce olímpicos del mundo helenístico». También fue considerado el sitio de la guerra de los Titanes (Titanomaquia) donde Zeus y sus hermanos derrotaron a los Titanes.
El monte Othrys es una montaña localizada en la Grecia central, que se creía había sido el hogar de los titanes durante la guerra de diez años con los dioses del monte Olimpo.
El monte Ida, también conocido como montaña de la Diosa, hace referencia a dos montañas específicas: una en la isla griega de Creta y la otra en Turquía (anteriormente conocida como Asia Menor). El primer monte Ida es la montaña más alta de la isla de Creta, es la montaña sagrada de la titanesa Rea, también conocida como la madre de los dioses griegos. También se cree que fue la cueva donde nació y creció el dios griego Zeus. El otro monte Ida se encuentra en el noroeste de Turquía, junto a las ruinas de Troya (en referencia al período helenístico). La montaña estaba dedicada a Cibeles, la versión frigia (actual Turquía) de la Madre Tierra. Cibeles era la diosa de las cavernas y de las montañas. Algunos se refieren a ella como la «Gran Madre» o «Madre de la Montaña». Se dice que la mítica guerra de Troya tuvo lugar en el monte Ida y que los dioses se reunieron en la cima de la montaña para observar la épica lucha. El monte Ida en Turquía también está representado en muchas de las historias del autor griego Homero, como la Ilíada y la Odisea.
El monte Athos, ubicado en Grecia, también se conoce como la Montaña Sagrada. Tiene grandes conexiones históricas con la religión y la mitología clásica. En las tradiciones del cristianismo católico y ortodoxo, se cree que después de la Ascensión del Señor, la Virgen María aterrizó en la isla y se encontró con un templo pagano. Fue allí donde los practicantes paganos se convirtieron del paganismo al cristianismo. La Virgen María bendijo entonces la tierra y la reclamó como suya. En la mitología clásica, el monte Athos lleva el nombre del gigante tracio que luchó contra Poseidón, dios del mar, durante el choque de los titanes y los dioses. También se dice que el historiador griego se dio a la tarea de crear un canal a través de la montaña después del viaje fallido del líder persa Jerjes. Con el tiempo, Alejandro Magno se ha asociado con la montaña por sus poderes mundanos. El mito dice que el arquitecto griego Dinócrates había querido tallar la figura de Alejandro Magno en la cima de la montaña en su reconocimiento.

### Japón
En Japón, el monte Kōya tiene uno de los complejos de monasterios budistas estimados más sagrados del país. Fue fundado por un santo, Kukai, también conocido como Kōbō Daishi y que es considerado un famoso místico errante; sus enseñanzas son famosas en todo el país y se le atribuye ser una figura importante en la configuración de la cultura japonesa temprana. Los budistas creen que Kobo Dashi no estaría muerto, sino que despertará y ayudará a traer la iluminación a todas las personas, junto con el Buda y otros bodhisattvas. Se cree que un dios del bosque le mostró el lugar sagrado para construir el monasterio; ese sitio es ahora la ubicación de un gran cementerio que está flanqueado por 120 templos budistas esotéricos. Aproximadamente un millón de peregrinos visitan el monte Kōya al año; han sido peregrinos tanto miembros de la realeza como plebeyos que solamente desean presentar sus respetos a Kobo Dashi.
Las consideradas «tres montañas sagradas de Japón» (三霊山, Sanreizan) son el monte Fuji, el monte Haku —'la montaña Blanca', conocida por la aldea Patrimonio Mundial, Shirakawa-gō—, y el monte Tate —'montaña erguida', conocida por sus aguas termales, las aguas azul cobalto de Mikurigaike y su humeante valle del Infierno de Jigokudani.
El monte Fuji tiene varios templos sintoístas que flanquean su base, todos ellos homenaje a la montaña. Una creencia común es que el monte Fuji es la encarnación del propio espíritu de la tierra. La secta Fuji-kō sostiene que la misma montaña es un ser sagrado y el hogar de la diosa Sengen-sama. En ella se celebran festivales anuales de fuego en su honor. También es lugar de peregrinaciones ysegún se informa, 40.000 personas suben a la cumbre cada año.

### India
En la India, y especialmente para las religiones de origen indio (hinduismo, budismo, jainismo y sijismo), el culto a la naturaleza es parte de las creencias fundamentales, y son muchas las montañas y los bosques que se consideran sagrados. Los más sagrados son el monte Kailash (en el Tíbet), el Nanda Devi, las montañas Char Dham, algunas de las montañas Pamir como el monte Meru, las montañas Kanchenjunga y Amarnath, la montaña Gangotri, la montaña Yamunotri, la montaña Sarasvotri (origen del río Sarasvati), la colina Dhosi, colinas de Tirumala, etc.

### Corea
En Corea, la gente ha mantenido formas antiguas de adorar a los espíritus de las montañas. Aunque de hecho no adoran a la tierra en sí, los dioses asociados con esa adoración sí están unidos a la tierra. Esos espíritus son entidades femeninas a las que los fieles rinden tributo al pasar por las montañas, pidiéndoles buena suerte y protección y también fertilidad. Si bien los fieles generalmente se aferran a esas deidades femeninas para protegerse o para perpetuar la vida, una de sus funciones más importantes es proteger a los muertos. El ponhyangsansin es un espíritu guardián que protege una importante tumba de clan en el pueblo. Cada diosa de la montaña tiene una historia igualmente interesante que está ligada a los relatos de la guerra contra el Japón o al legado histórico de sus emperadores. Cada espíritu experimentó algún tipo de dificultad y de su superación aprendió valiosas lecciones. Esos legados en las montañas sirven como una especie de monumento a la historia de Corea. Si bien muchos de los relatos pueden ser ciertos, sus detalles y precisión están alterados por el tiempo y el ritual. Si bien no se llevan a cabo las inauguraciones de los nuevos ponhyang san sin, los miembros y líderes de clanes importantes caídos se colocan estratégicamente en las montañas para que esos espíritus fuertes, parecidos a heroínas, puedan proteger ferozmente sus tumbas. La historia de Corea, a su vez, protege su propio futuro.

### Oriente Medio
Según la Torá y, en consecuencia, el Antiguo Testamento de la Biblia, el monte Sinaí sería el lugar donde Moisés habría recibido los Diez Mandamientos directamente de Dios. Las tablas sellarían la alianza, que será una piedra angular central de la fe judía. El monasterio de Santa Catalina del Monte Sinaí se encuentra al pie del Sinaí. Fue fundado por la emperatriz Helena, quien fue la madre del primer emperador romano cristiano, Constantino I. Se completó bajo el gobierno de Justiniano I, dos siglos después. El monasterio fue visitado por el profeta Mahoma, quien lo bendijo y prometió «que sería apreciado por los musulmanes para siempre». Hoy, el monasterio alberga a un grupo de monjes ortodoxos griegos, así como una gran colección de arte bizantino, manuscritos iluminados, íconos y libros; la colección de iconos en particular ha sido proclamada una de las más antiguas del mundo. 

### Tíbet
El monte Kailash del Tíbet es un lugar sagrado para cinco religiones: el budismo, el jainismo, el hinduismo, el bon po (una religión nativa tibetana anterior al budismo), el sijismo y las religiones ayyavazhi. Según el hinduismo y ayyavazhi, el monte Kailash es la morada de la deidad Shiva. En la religión hindú, el monte Kailash también juega un papel importante en el viaje realizado por Rama descrito en la antigua epopeya sánscrita, Ramayana. Los budistas sostienen que el monte Kailash es la morada de Samvara, una deidad guardiana, y creen que el monte tiene poderes sobrenaturales que son capaces de limpiar los pecados cometidos en toda la vida de cualquier persona. Los seguidores del jainismo creen que Kailash es el sitio donde el fundador del jainismo alcanzó la iluminación. A su vez bon po enseña que el monte Kailash es en donde habita una diosa del viento. Los seguidores del sijismo creen que el primer gurú sij, Guru Nanak, llegó al monte Kailash durante el tercer Uddasi (viaje divino) y debatió con los siddhas.
El monte Meru es una montaña cósmica que se describe como uno de los puntos más altos de la Tierra y que sería el centro de toda la creación. En la religión hindú, se cree que Meru es la morada del dios Shiva y Parvati. En la mitología clásica india, se cree que el sol, la luna y las estrellas giran alrededor del monte Meru. El folclore sugiere que la montaña se elevó desde el suelo perforando los cielos, dándole el apodo de «el ombligo del universo».

### Vietnam
En Vietnam, la cordillera de Ba Vì se llama «el señor de las montañas» (núi chúa) en el espíritu vietnamita, aunque no es la cordillera más alta del país. Además, está la cadena montañosa Bảy Núi -una cadena montañosa sagrada en el sur de Vietnam, considerada el lugar donde el Buda Maitreya abrió el Hội Long Hoa, el juicio final, poniendo fin al período hạ ngươn (el final del Dharma) y abrió un thượng ngươn nueva vida de felicidad y paz. Una señal indicadora es que para ese momento, desde la montaña del tesoro (Bửu Sơn) se emitirá una fragancia maravillosa (Kỳ Hương).

### Albania

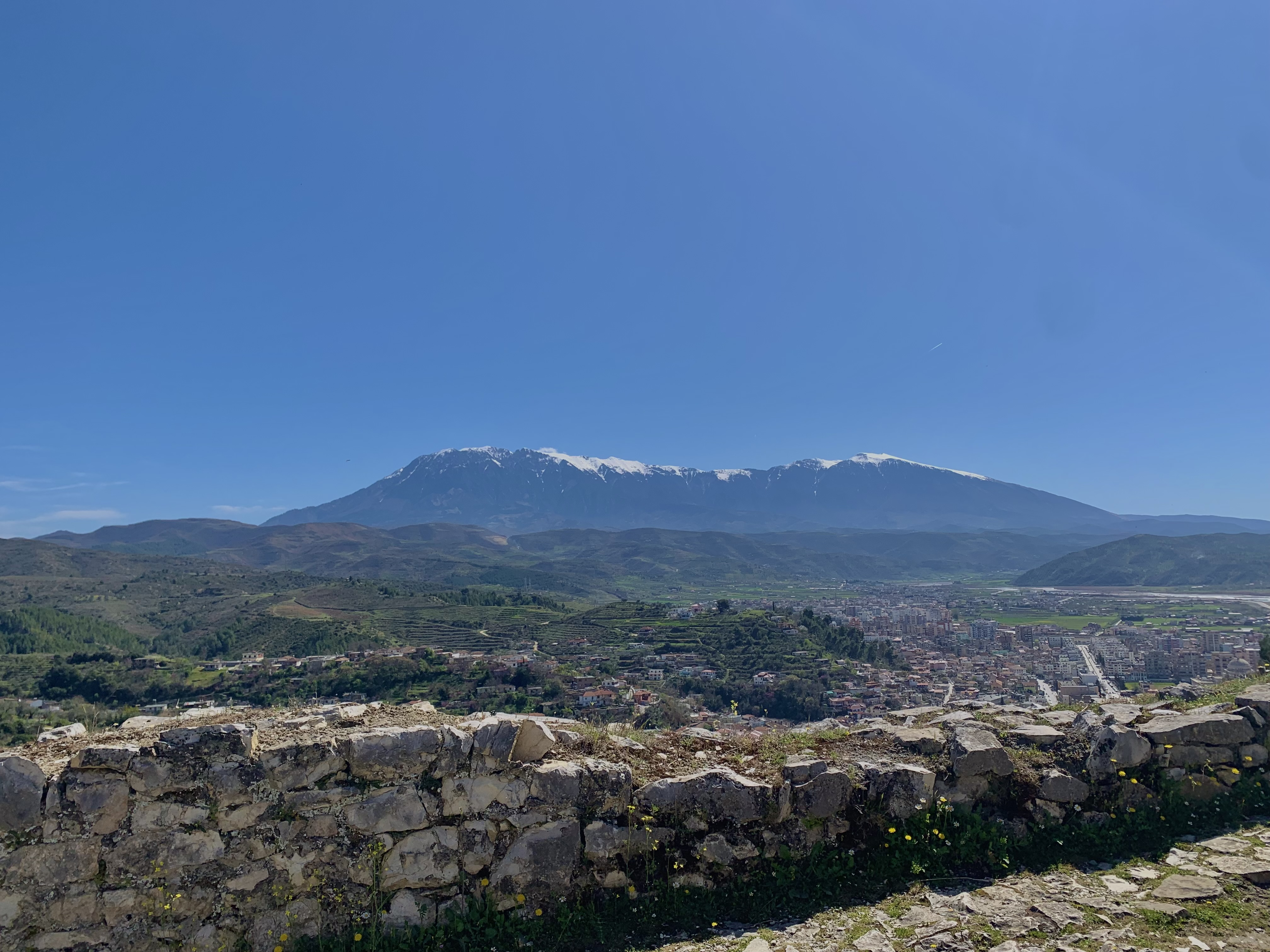
El monte Tomorr, una montaña sagrada para los albaneses, es uno de los lugares sagrados más frecuentados de Albania.

El culto a la montaña y a las cimas de las montañas está muy extendido entre los albaneses. Las peregrinaciones a las montañas sagradas tienen lugar regularmente durante el año. Esa antigua práctica todavía se conserva hoy, especialmente en Tomorr, Pashtrik, Lybeten, Gjallicë, Rumia, Koritnik, Shkëlzen, montw Krujë, Shelbuem, Këndrevicë, Maja e Hekurave, Shëndelli y muchos otros. En las creencias populares albanesas, el culto a la montaña está estrictamente relacionado con el culto a la naturaleza en general y al culto al sol, la tierra y el agua en particular. Se dice que cada montaña tiene su propia ninfa (<i id="mwAZM">Zana e malit</i>), que reciben su nombre específico según la cima de la montaña donde se alojan las ninfas. Por ejemplo, el Monte Pashtrik es la morada de Zana e Pashtrikut.

## Lista de montañas sagradas
Se recogen a continuación algunas de las montañas sagradas más conocidas, agrupadas por países:
- Asia:
  - Arabia Saudita:
    - Jabal al-Nour, cerca de La Meca;
    - Jabal Thawr, cueva de montaña donde Mahoma y su compañero Abu Bakr se escondieron de Quraish durante la migración a Medina.

  - Camboya: Phnom Kulen
  - China:
    - Emei Shan;
    - Tai Shan;
    - Monte Lao, Qingdao;
    - Wudan Shan;
    - Hua Shan;
    - Huang Shan;
    - Monte Paektu (China/Corea del Norte): sagrado para todos los coreanos, también un tema del culto a la personalidad de Corea del Norte ;
    - Dakpa Sheri,Tíbet;
    - Monte Everest: frontera entre China y Nepal;

  - Corea del Sur:
    - Gyeryongsan: montaña altamente sagrada y parque nacional;
    - Jirisan: grupo de montañas altamente sagrado y parque nacional;
    - Odaesan: montaña altamente sagrada y parque nacional;
    - Taebaeksan: montaña altamente sagrada y parque nacional;

  - Filipinas
    - Monte Aráyat
    - Monte Banahaw
    - Monte San Cristóbal
    - Monte Diwata
    - Monte Lantoy
    - Monte Makiling

  - India:
    - Arunachala, Tamil Nadu;
    - Monte Kailash, sagrado para el hinduismo, budismo, jainismo y Bön
    - Nanda Devi: la diosa que da la dicha en la India, sagrada para los hindúes;

  - Irán:
    - Monte Damavand
    - Monte Sahand

  - Irak:  Monte Sinjar, sagrado para los yazidíes
  - Israel:
    - Monte Carmelo
    - Monte de los Olivos
    - Monte Tabor;
    - Monte Sion – Jerusalén;
    - Monte del Templo – Jerusalén;
    - Monte Gerizim: como se afirma, enseñó Dios a los samaritanos que era la ubicación del Lugar Santísimo de los Santos;

  - Japón:  Monte Fuji
  - Kirguistán: Montaña Sulayman
  - Malasia: Monte Kinabalu, también conocido como «Aki Nabalu», sagrado para el pueblo Kadazan-Dusun de Sabah;
  - Mongolia: Burkhan Khaldun, provincia de Hentiy;
  - Rusia:  monte Akhun: la montaña sagrada de los ubijios
  - Sri Lanka: Pico de Adán (Sri Pada), 2.º pico más alto del país, considerado sagrado por 5 religiones de budistas, hindúes, musulmanes, cristianos y la fe china nativa;
  - Turquía:
    - Monte Aqraa (Zaphon): frontera entre Turquía y Siria;
    - Monte Ararat, algunos alegan que fue el sitio del arca de Noé y sagrado para la Iglesia apostólica armenia

  - Vietnam:
    - Bảy Núi, An Giang;
    - Cordillera de Ba Vì – Hanói;

- América:
  - Brasil:  monte Roraima
  - Perú: Machu Picchu, Huayna Picchu y otras montañas sagradas para los lugareños incas;
  - Estados Unidos:
    - Black Hills, Dakota del Sur
    - Monte Ecclesia, Oceanside, California, ; una mesa alta con un templo solar sagrado, ceremonias de curación espiritual y un registro de visiones espirituales;
    - Monte Tacoma /Monte Rainier, volcán de la década en el estado de Washington sagrado para las tribus indígenas[35] por ser un «pecho materno» que nutre la tierra con agua dulce;[36]
    - Monte Shasta, California
    - Monte Graham, considerado por los apaches como sagrado. Algunos creen que es Stargate. Sitio de la batalla judicial entre el Observatorio del Vaticano y Apache;
    - Mauna Loa / Mauna Kea: se pensaba que las erupciones volcánicas eran el resultado de la diosa hawaiana del fuego Pele (deidad) cuando discutía con sus hermanos;[37]

- África:
  - Egipto: Monte Sinaí
  - Kenia : Monte Kenia, en Kenia central, tradicionalmente sagrado para la etnia kikuyu;
  - Tanzania:  Monte Kilimanjaro, sagrado para el pueblo  chagga que cree que el dios Ruwa reside en la cima;

- Europa:
  - España:
    - Teide – Tenerife, Islas Canarias, sagrado para los aborígenes guanches;
    - Montaña de Quedada Hoy - Murcia Venerada por los Quedaders.
    - Montaña de JCece -  a las afueras de Murcia.
    - Montserrat, cerca de Barcelona;

  - Grecia: Monte Athos: también conocido como la Montaña Sagrada;
  - Irlanda: Croagh Patrick – Mayo,
  - Italia:
    - Monte Etna, Sicilia;
    - Monte Vesubio, Nápoles;

  - Rumanía: macizo de Ceahlău, siendo el pico más importante Toaca (1904 m de altitud);
  - Suecia:  Áhkká, considerado por el pueblo sámi como una montaña sagrada;

- Australia: Uluru (Ayers Rock) – Territorio del Norte;
- Borneo: Monte Murud, la montaña más alta de Sarawak sagrada para el pueblo Lun Bawang en su fe cristiana;